# Greilhub
Greilhub ist ein Gemeindeteil von Buchbach im oberbayerischen Landkreis Mühldorf am Inn.

## Geografische Lage

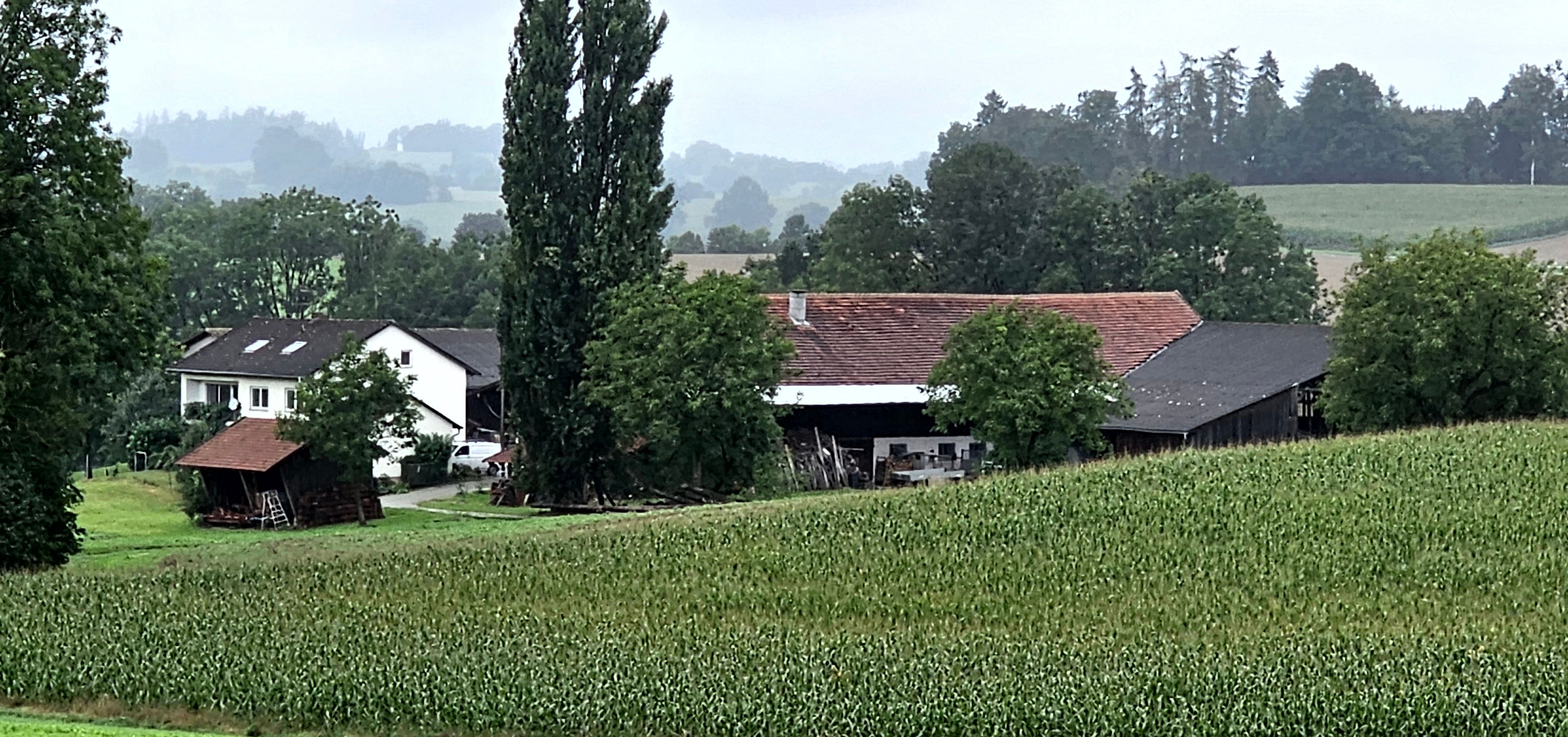
Greilhub von Südosten

Die Einöde Greilhub liegt 3 Kilometer südöstlich von Buchbach und 1,75 Kilometer südwestlich von Ranoldsberg im Gemeindegebiet des Marktes Buchbach in der Region Südostoberbayern im Alpenvorland inmitten des tertiären Hügellandes zwischen den Tälern der Vils im Norden und der Isen im Süden. Die Landeshauptstadt München ist rund 68 km entfernt.

## Bevölkerung
Um 1710 lebte der Halbbauer Georg Greilmaier (* um 1658, auch Grälmair) auf dem Hof, der der Hofmark Schwindegg steuerpflichtig war. Georg Greilmaier hatte als siebtes von acht Kindern den Hof von seinem Vater Johann übernommen. Im Alter von 56 Jahren war er Vater von zehn Kindern und bereits zum dritten Mal verwitwet. Seine Tochter Ursula heiratete im August des Jahres 1707 Sebastian Meier und lebte mit ihrer Familie weiterhin auf dem Hof. 
Auf dem Hof lebten zu dieser Zeit auch Martin Reindl (* um 1664; †  1. April 1714) und seine Ehefrau Catharina († vor 1737) als Inleute, die am 27. Oktober 1710 in Ranoldsberg heirateten. Der 46-jährige Witwer Martin Reindl war bei seiner Hochzeit genau doppelt so alt wie seine Braut Catharina Rumpnecher. Bereits sechs Monate nach der Hochzeit wurde am 27. April 1711 der älteste Sohn von Martin und Catharina Reindl auf den Namen Petrus getauft. Ein weiterer Sohn des Paares wurde am 9. März 1713 auf den Namen Martin getauft. Das Kind verstarb jedoch nur wenige Tage später am 12. März 1713.
Um 1871 lebten in Greilhub sieben Einwohner. Im Mai 1987 gab es drei Einwohner in einem Wohngebäude.
| Jahr      | 1871 | 1925 | 1950 | 1970 | 1987 |
| Einwohner | 7    | 7    | 11   | 5    | 3    |